# Abadia de Echternach

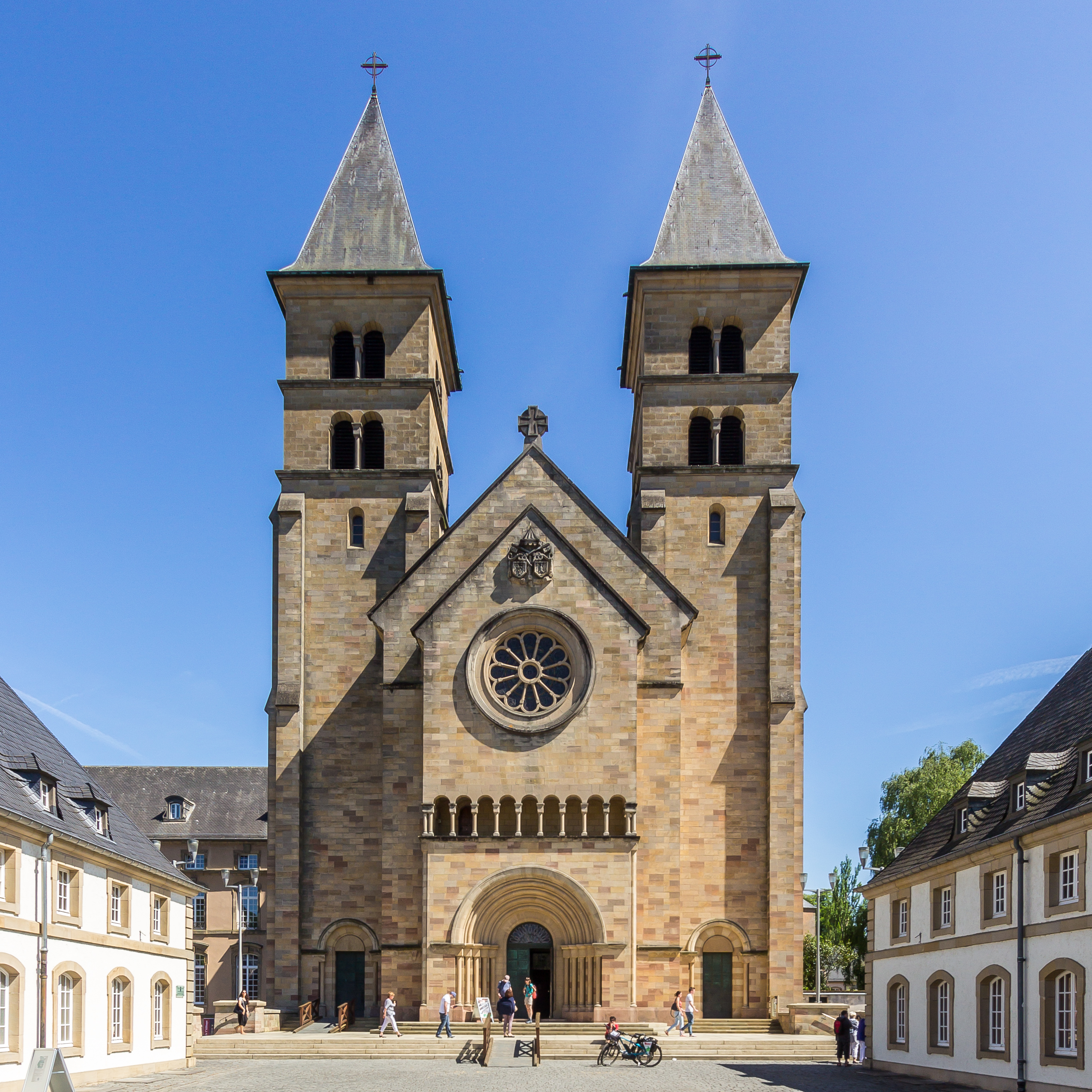
A fachada da Abadia de Echternach

A Abadia de Echternach é um monastério beneditino localizado na cidade de Echternach, ao leste de Luxemburgo. Foi fundada por Vilibrordo, o padroeiro de Luxemburgo.